# 4445 Jimstratton
4445 Jimstratton је астероид главног астероидног појаса чија средња удаљеност од Сунца износи 2,266 астрономских јединица (АЈ).
Апсолутна магнитуда астероида је 14,2.